# Saint-Marcel (Haute-Saône)
Saint-Marcel település Franciaországban, Haute-Saône megyében. Lakosainak száma 90 fő (2022. január 1.). Saint-Marcel Rosières-sur-Mance, Cemboing, Jussey, Montigny-lès-Cherlieu és Vitrey-sur-Mance községekkel határos.

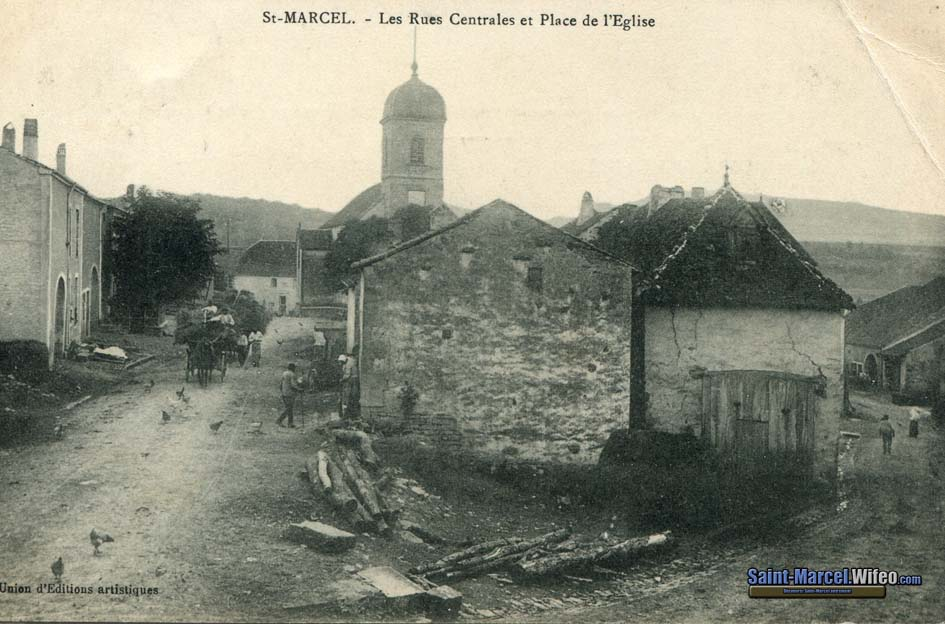
Régi képeslap a településről

## Népesség
A település népessége az elmúlt években az alábbi módon változott:
| Lakosok száma | 177  | 150  | 115  | 104  | 115  | 97   | 93   | 91   | 90   | 90   |
|               | 1954 | 1968 | 1982 | 1990 | 2008 | 2015 | 2017 | 2018 | 2020 | 2022 |